# Alviso Diedo
Alviso Diedo est un capitaine de marine vénitien du XVe siècle.

## Biographie
Après un voyage en mer Noire où il dirige une flottille de trois galères de transports en 1453, Alviso Diedo se rend à Constantinople accompagné de Gabriele Trevisano qui dirige les deux galères légères chargées de l'escorter. Les deux capitaines promettent d'assister Constantin XI dans la défense de la ville contre les Ottomans. Lors du siège, il dirige les navires du port de la Corne d'Or aux côtés de son compatriote Gabriele Trevisano. Au moment de la chute de la ville le 29 mai, il parvient à se rendre à Péra en barque. Il promet aux autorités de la ville que ses navires se mettront au service de celles-ci. Les autorités génoises décident de maintenir leur neutralité et autorisent Alviso Diedo à quitter la ville. Ce dernier ordonne à ses hommes de rompre le chaîne qui barre la Corne d'Or et il parvient à s'enfuir avec la plupart des navires vénitiens et quelques navires génois et byzantins. Les marins turcs, trop occupés au pillage de la ville, ne peuvent empêcher la fuite de cette flottille. Sa galère étant la première à atteindre la cité de Venise, il livre un compte-rendu de la bataille aux autorités de la République. Enterré au sein de la Basilique de San Zanipolo, le récit de ses actions à Constantinople figure sur sa pierre tombale.